# 王福 (洪武進士)
王福，福建福州府怀安县人，明朝政治人物、進士出身。

## 生平
洪武十七年，福建甲子乡试中舉。洪武十八年，登乙丑科會試中進士，授監察御史。